# Marquinhos
Marcos Aoás Corrêa (São Paulo, 14 mei 1994) - alias Marquinhos - is een Braziliaans voetballer die doorgaans als centrale verdediger of verdedigende middenvelder speelt. Hij verruilde AS Roma in juli 2013 voor Paris Saint-Germain. Marquinhos debuteerde in november 2013 als international in het Braziliaans voetbalelftal.

## Clubcarrière

### Corinthians
Marquinhos kwam in 2002 op achtjarige leeftijd bij Corinthians, de club uit zijn geboortestad, terecht. Hij maakte op 18 februari tegen AD São Caetano zijn debuut in het betaald voetbal. Hij speelde in totaal veertien wedstrijden voor de club.

### AS Roma
In de zomer van 2012 vertrok hij voor een Italiaans avontuur naar AS Roma. Hij werd eerst voor een bedrag van 1,5 miljoen euro gehuurd, maar na acht wedstrijden in het eerste voor 3 miljoen euro definitief overgenomen. Hij speelde bij Roma met 'Marcos' op verwarring met zijn teamgenoot Marquinho te voorkomen. Hij debuteerde op 16 september 2012 tegen Bologna. In zijn eerste seizoen dwong hij meteen een basisplaats af. Op 8 december 2012 leek hij zijn eerste doelpunt voor de Romeinen te hebben gescoord, in de Coppa Italia tegen ACF Fiorentina, maar die goal werd vervolgens afgekeurd. Hij speelde in totaal dertig wedstrijden voor AS Roma.

### Paris Saint-Germain
In juli 2013 tekende hij een vijfjarig contract bij het Franse Paris Saint-Germain, dat 35 miljoen voor hem betaalde. Op 17 september debuteerde hij voor PSG in de Champions League tegen het Griekse Olympiacos. Hij scoorde meteen zijn eerste treffer voor de club. Vijf dagen later debuteerde hij in de Ligue 1 tegen AS Monaco. Op 28 september scoorde hij zijn eerste doelpunt in de Ligue 1 in de thuiswedstrijd tegen Toulouse. Op 2 oktober scoorde hij opnieuw in de Champions League, ditmaal tegen het Portugese Benfica. Op 12 maart 2014 maakte hij zijn derde doelpunt in de Champions League, tegen Bayer Leverkusen. Hij werd in zijn eerste seizoen direct kampioen van Frankrijk.
Marquinhos begon het seizoen 2014-15 in de Trophée des Champions tegen EA Guingamp. Hij gaf een penalty weg, maar die werd door doelman Salvatore Sirigu gestopt. In maart 2015 verlengde hij zijn contract met één jaar. Dat seizoen scoorde hij in een 3-2 overwinning op rivaal Olympique de Marseille, als rechtsback in een verder volledig Braziliaanse verdediging, met Maxwell, Thiago Silva en David Luiz. Zes dagen won hij de finale van de Coupe de la Ligue. Het was zijn 34'ste opeenvolgende wedstrijd voor PSG zonder nederlaag, waarmee hij een record brak van George Weah.
In zijn derde seizoen was Marquinhos vooral bankzitter achter landgenoten Thiago Silva en David Luiz. Daardoor genoot hij interesse van veel grote Europese clubs, maar hij bleef bij PSG. De volgende zomer vertrok Luiz namelijk naar Chelsea en werd hij basisspeler. 
In het seizoen 2019/20 bereikte Marquinhos met PSG de finale van de Champions League, die op 23 augustus met 1-0 verloren ging tegen Bayern München. Een maand later werd hij verkozen als nieuwe aanvoerder van PSG, door het vertrek van Thiago Silva naar Chelsea. In januari 2021 speelde hij in de Trophée des Champions tegen Olympique de Marseille zijn 300'ste wedstrijd voor PSG, waarmee hij in de toptien kwam van all-time meeste wedstrijden voor de club. Op 19 mei 2023 tekende hij tot de zomer van 2028 bij PSG, waarmee hij dus vijftien seizoenen bij de club zou spelen, mocht hij zijn contract uitdienen.
Op 6 april 2024 speelde hij zijn 435'ste wedstrijd voor PSG, waarmee hij Jean-Marc Pilorget evenaarde als recordhouder van de meeste wedstrijden voor PSG. Vier dagen later werd hij alleen recordhouder. Op 5 april 2025 werd hij, met nog zes speelrondes te gaan, voor de tiende keer in zijn carrière, Frans landskampioen. 

## Clubstatistieken
| Seizoen         | Club                | Competitie      | Competitie | Competitie | Beker | Beker | Europa | Europa | Totaal | Totaal |
| Seizoen         | Club                | Competitie      | Wed.       | Dlp.       | Wed.  | Dlp.  | Wed.   | Dlp.   | Wed.   | Dlp.   |
| --------------- | ------------------- | --------------- | ---------- | ---------- | ----- | ----- | ------ | ------ | ------ | ------ |
| 2012            | Corinthians         | Série A         | 13         | 0          | 1     | 0     | 0      | 0      | 14     | 0      |
| 2012/13         | AS Roma             | Serie A         | 26         | 0          | 4     | 0     | 0      | 0      | 30     | 0      |
| 2013/14         | Paris Saint-Germain | Ligue 1         | 21         | 2          | 3     | 0     | 8      | 3      | 32     | 5      |
| 2014/15         | Paris Saint-Germain | Ligue 1         | 25         | 2          | 10    | 0     | 7      | 0      | 42     | 2      |
| 2015/16         | Paris Saint-Germain | Ligue 1         | 29         | 1          | 8     | 1     | 6      | 0      | 43     | 2      |
| 2016/17         | Paris Saint-Germain | Ligue 1         | 29         | 3          | 7     | 1     | 8      | 0      | 44     | 4      |
| 2017/18         | Paris Saint-Germain | Ligue 1         | 26         | 0          | 7     | 2     | 8      | 0      | 41     | 2      |
| 2018/19         | Paris Saint-Germain | Ligue 1         | 30         | 3          | 7     | 0     | 7      | 1      | 44     | 4      |
| 2019/20         | Paris Saint-Germain | Ligue 1         | 19         | 3          | 7     | 1     | 11     | 2      | 37     | 6      |
| 2020/21         | Paris Saint-Germain | Ligue 1         | 25         | 3          | 5     | 0     | 10     | 3      | 40     | 6      |
| 2021/22         | Paris Saint-Germain | Ligue 1         | 32         | 5          | 0     | 0     | 8      | 0      | 40     | 5      |
| 2022/23         | Paris Saint-Germain | Ligue 1         | 33         | 2          | 3     | 0     | 8      | 0      | 44     | 2      |
| 2023/24         | Paris Saint-Germain | Ligue 1         | 21         | 0          | 5     | 0     | 10     | 0      | 36     | 0      |
| 2024/25         | Paris Saint-Germain | Ligue 1         | 19         | 1          | 3     | 1     | 12     | 0      | 34     | 2      |
| Carrière totaal | Carrière totaal     | Carrière totaal | 348        | 24         | 45    | 4     | 103    | 9      | 521    | 35     |

## Interlandcarrière
Op 31 oktober 2013 kreeg Marquinhos zijn eerste oproep van bondscoach Luiz Felipe Scolari voor het Braziliaans nationaal team, voor de dubbele oefeninterland in november 2013 tegen Honduras en Chili. Hij debuteerde voor Brazilië op 17 november 2013 in de oefeninterland tegen Honduras, die met 0-5 gewonnen werd. Marquinhos mocht na 72 minuten invallen voor David Luiz. Marquinhos speelde één wedstrijd in de Copa América 2015, maar zag Brazilië in de kwartfinale uitgeschakeld worden. Hij werd ook opgeroepen voor de Copa América van 2016 en het WK 2018, voordat hij als basisspeler de Copa América 2019 won, door in de finale Peru te verslaan.
Op 19 november 2019 was hij in een oefenduel tegen Zuid-Korea voor het eerst aanvoerder van de nationale ploeg. Hij bereikte ook de finale van de Copa América 2021, maar werd daarin verslagen door Argentinië. 

## Erelijst
| Competitie                               | Aantal      | Jaren                                                                                    |
| Corinthians                              | Corinthians | Corinthians                                                                              |
| ---------------------------------------- | ----------- | ---------------------------------------------------------------------------------------- |
| CONMEBOL Libertadores                    | 1x          | 2012                                                                                     |
| Paris Saint-Germain                      |             |                                                                                          |
| UEFA Champions League                    | 1x          | 2024/25                                                                                  |
| Ligue 1                                  | 10x         | 2013/14, 2014/15, 2015/16, 2017/18, 2018/19, 2019/20, 2021/22, 2022/23, 2023/24, 2024/25 |
| Coupe de France                          | 7x          | 2014/15, 2015/16, 2016/17, 2017/18, 2019/20, 2020/21, 2023/24                            |
| Coupe de la Ligue                        | 6x          | 2013/14, 2014/15, 2015/16, 2016/17, 2017/18, 2019/20                                     |
| Trophée des Champions                    | 9x          | 2014, 2015, 2017, 2018, 2019, 2020, 2022, 2023, 2024.                                    |
| Brazilië onder 17                        |             |                                                                                          |
| CONMEBOL Campeonato Sul-Americano Sub-17 | 1x          | 2011                                                                                     |
| Brazilië onder 21                        |             |                                                                                          |
| Toulon Espoirs-toernooi                  | 1x          | 2014                                                                                     |
| Brazilië onder 23                        |             |                                                                                          |
| Olympische Zomerspelen                   | 1x          | 2016                                                                                     |

| Competitie            | Winnaar  | Winnaar  | Runner-up | Runner-up | Derde    | Derde    |
| Competitie            | Aantal   | Jaren    | Aantal    | Jaren     | Aantal   | Jaren    |
| Brazilië              | Brazilië | Brazilië | Brazilië  | Brazilië  | Brazilië | Brazilië |
| --------------------- | -------- | -------- | --------- | --------- | -------- | -------- |
| CONMEBOL Copa América | 1x       | 2019     | 1x        | 2021      |          |          |

1 Donnarumma ·
2 Hakimi ·
3 Kimpembe ·
5 Marquinhos  ·
7 Kvaratschelia ·
8 Ruiz ·
9 Ramos ·
10 Dembélé ·
14 Doué ·
17 Vitinha ·
19 Lee ·
21 Hernández ·
23 Kolo Muani ·
23 Kolo Muani ·
24 Mayulu ·
25 Mendes ·
29 Barcola ·
33 Zaïre-Emery ·
35 Beraldo ·
39 Safonov ·
42 Zague ·
45 El Hannach ·
49 Mbaye ·
51 Pacho ·
80 Tenas ·
87 Neves ·
Coach: Enrique
· Assistent-coach: Pol
1 Weverton ·
2 Zeca ·
3 Rodrigo Caio ·
4 Marquinhos ·
5 Renato Augusto ·
6 Douglas Santos ·
7 Luan Vieira ·
8 Rafinha ·
9 Gabriel Barbosa ·
10 Neymar  ·
11 Gabriel Jesus ·
12 Walace ·
13 William ·
14 Luan Garcia ·
15 Rodrigo Dourado ·
16 Thiago Maia ·
17 Felipe Anderson ·
18 Uilson ·
Coach: Micale
1 Alisson ·
2 Thiago Silva ·
3 Miranda ·
4 Geromel ·
5 Casemiro ·
6 Filipe Luís ·
7 Douglas Costa ·
8 Renato Augusto ·
9 Gabriel Jesus ·
10 Neymar ·
11 Coutinho ·
12 Marcelo  ·
13 Marquinhos ·
14 Danilo ·
15 Paulinho ·
16 Cássio ·
17 Fernandinho ·
18 Fred ·
19 Willian ·
20 Firmino ·
21 Taison ·
22 Fagner ·
23 Ederson ·
Coach: Tite
1 Alisson ·
2 Thiago Silva ·
3 Miranda ·
4 Marquinhos ·
5 Casemiro ·
6 Filipe Luís ·
7 Neres ·
8 Arthur ·
9 Gabriel Jesus ·
10 Willian ·
11 Coutinho ·
12 Alex Sandro ·
13 Dani Alves  ·
14 Militão ·
15 Allan ·
16 Cássio ·
17 Fernandinho ·
18 Paquetá ·
19 Éverton ·
20 Firmino ·
21 Richarlison ·
22 Fagner ·
23 Ederson ·
Coach: Tite
1 Alisson ·
2 Danilo ·
3 Thiago Silva  ·
4 Marquinhos ·
5 Casemiro ·
6 Alex Sandro ·
7 Paquetá ·
8 Fred ·
9 Richarlison ·
10 Neymar ·
11 Raphinha ·
12 Weverton ·
13 Dani Alves ·
14 Militão ·
15 Fabinho ·
16 Telles ·
17 Guimarães ·
18 Jesus ·
19 Antony ·
20 Vinícius ·
21 Rodrygo ·
22 Ribeiro ·
23 Ederson ·
24 Bremer ·
25 Pedro ·
26 Martinelli ·
Coach: Tite